# Energia solar em Portugal

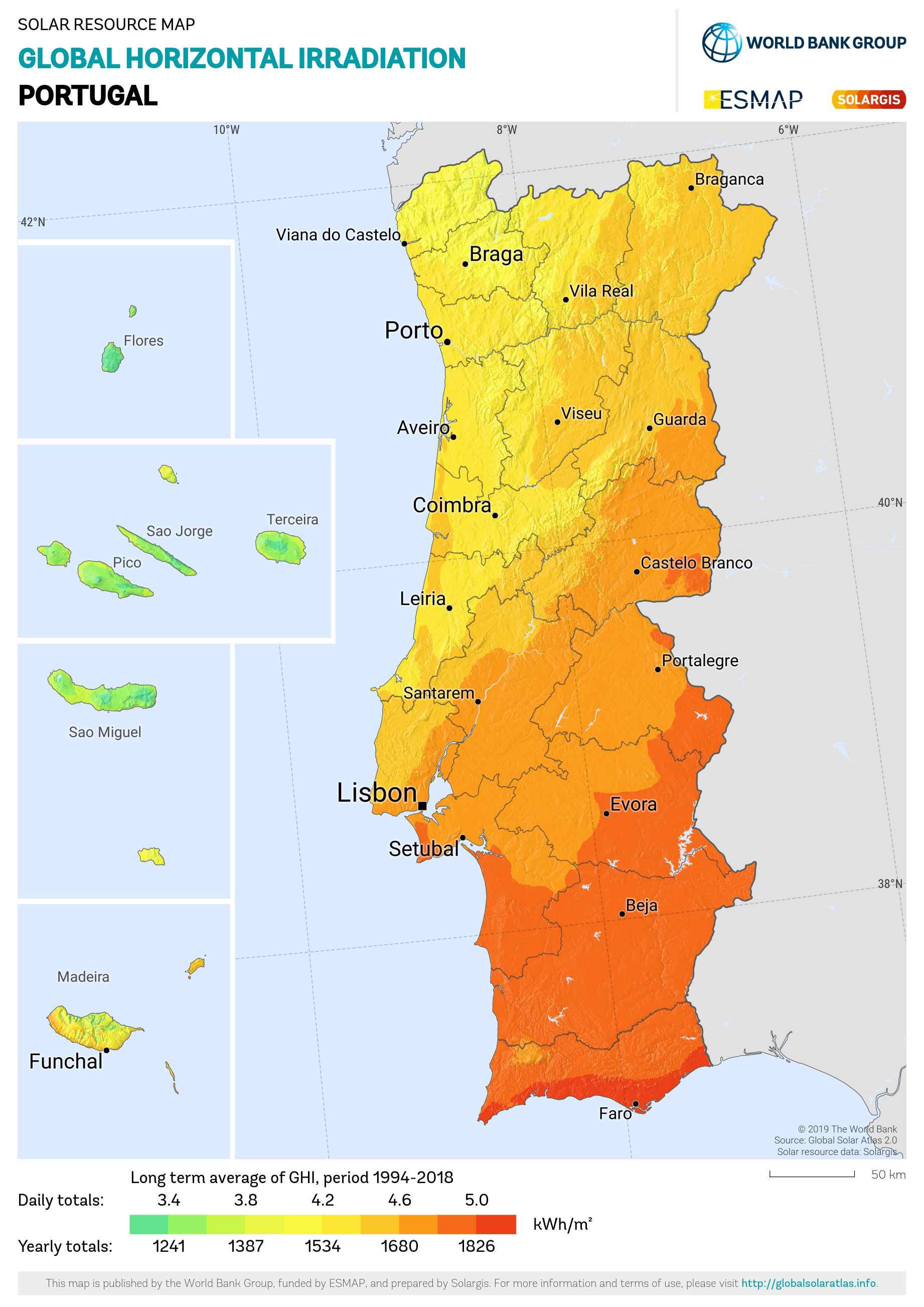
Carta da radiação solar em Portugal Continental

Em 2023, foram instalados em torno de um 1,23 gigawatts de nova capacidade solar perfazendo 3 900 MW de capacidade total instalada.
Em 2022, a capacidade solar total instalada atingiu os 2 600 MW.
Em 2021, Portugal tinha 1 801 MW em energia solar instalada, sendo o 32º maior do mundo no setor.
No seguimento da discussão sobre as alterações climáticas a União Europeia elaborou a iniciativa 20-20-20, que consiste em que a Europa tem de aumentar o peso das energias renováveis, reduzir as emissões de dióxido de carbono e melhorar a eficiência energética em 20%, até 2020. Para ajudar a cumprir essa meta, Portugal terá de aumentar a eletricidade produzida a partir de fontes renováveis dos 43% em 2008,
para 45% em 2010, e 59% em 2020.
Esse esforço passa pelo aumento do número de barragens, alcançando a potência total de 2800 MW em energia hídrica, aumentar a potência eólica para 8500 MW e a potência solar instalada dos 590 MW para 6600 MW em 2030.
A capacidade instalada em energia fotovoltaica era de 56,5 MW em dezembro de 2008, tendo produzido 38,1 GWh de energia elétrica nesse ano (0,07% do consumo). Em dezembro de 2018, Portugal já possuía 590 MW de capacidade energética solar fotovoltaica.
Quanto ao aquecimento de água, estima-se que a área instalada de coletores solares rondasse os 390 mil metros quadrados no fim de 2008, o que ainda está longe do milhão de metros quadrados pretendidos para o final de 2010. Em 2030, o total de área instalada de painéis solares fotovoltaicos é estimado que seja 10 000 hectares, a área da cidade de Lisboa .

## Central Fotovoltaica Hércules

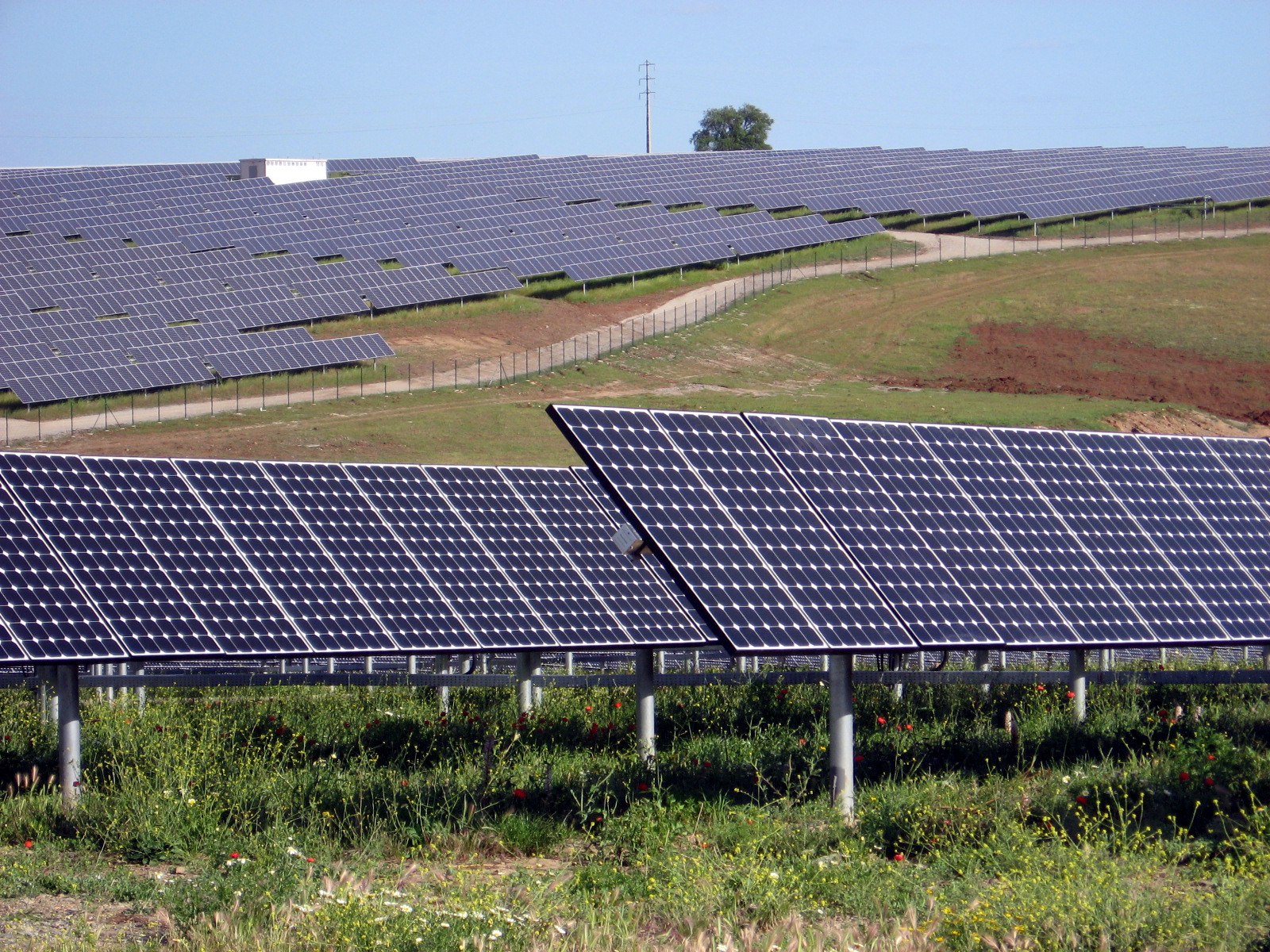
Central Fotovoltaica Hércules.

Este Parque está localizado na freguesia de Brinches do concelho de Serpa, uma das zonas mais ensolaradas da Europa.
Uma área total de 64 hectares é coberta por 52 mil painéis fotovoltaicos de silício monocristalino de alto rendimento (14 a 18%), com a potência total de pico de 11 megawatts. Os painéis encontram-se 2 metros acima no solo, permitindo assim, que o terreno continue a servir para o pastoreio.
Este projeto tem a capacidade para fornecer energia elétrica a 8000 lares (21 GWh) e evitará a emissão de cerca de 19 mil toneladas de dióxido de carbono por ano. A sua construção foi iniciada em maio de 2006 e a inauguração a 28 de março de 2007.
As empresas proprietárias deste parque são a GE Energy Financial Services, a Powerlight Corporation e a portuguesa Catavento.

## Central Solar Fotovoltaica de Amareleja
Este parque fotovoltaico está instalado no concelho de Moura perto da vila da Amareleja. Tem uma capacidade instalada de 46,41 MW de pico, podendo abastecer de energia elétrica cerca de 30 mil lares (93GWh/ano). A absorção da luz solar é feita por 2520 seguidores solares azimutais com 104 painéis cada um. Esta central pode evitar a emissão de cerca de 86 mil toneladas de dióxido de carbono. A empresa espanhola Acciona é a proprietária deste parque que começou a funcionar em pleno a 23 de dezembro de 2008.

## Outros parques fotovoltaicos
Além das duas centrais descritas anteriormente existem outras de menor dimensão ainda em construção no Baixo Alentejo, nomeadamente o Parque Solar (2,15 MW) da empresa alemã WPD, e três no concelho de Ferreira do Alentejo, nomeadamente, a Central Solar de Ferreira do Alentejo (12 MW) do grupo português Generg,
a Central Solar de Ferreira (12 MW) da Sociedade Ventos da Serra
 e a central da empresa Netplan com 1,8 MW distribuídos no conjunto de cinco pequenas centrais.
A empresa Cavalum dedica-se à exploração de energias renováveis e já instalou duas centrais no concelho de Mértola, nomeadamente a Central Fotovoltaica de Olva, com a potência de 500 kW e Central Fotovoltaica da Corte Pão e Água com 756 kW.

Esta empresa pretende explorar três instalações no Distrito de Bragança,
estando a Central de Lamelas já em funcionamento com uma potência de 100 kW, no concelho de Freixo de Espada à Cinta. No mesmo concelho está em estudo outra instalação que terá 2 MW de potência.
A maior central fotovoltaica em meio urbano do mundo será instalada no Mercado Abastecedor da Região de Lisboa com uma potência total de 6 MW, o que corresponde ao consumo de três mil lares.

A empresa Sonae também pretende instalar um milhão de metros quadrados de painéis solares em algumas das suas instalações comerciais, o que corresponderia a um total muito superior ao parque fotovoltaico de Moura.

Um projeto piloto inovador será instalado no TagusPark com produção de 500 kW.

### No Arquipélago da Madeira
Nos sub-arquipélagos das Desertas e Selvagens as casas dos vigilantes da natureza do Parque Natural da Madeira são servidas por energia de painéis fotovoltaicos.
Existe um parque fotovoltaico de 6 megawatts na freguesia do Caniçal desde 2011 pertencente à Enersistems Energias SA integrado na Zona Franca Industrial da Madeira.

## Centrais Solares Térmicas
A Central Solar Térmica de Tavira terá uma potência instalada de 6,5 MW, equivalendo ao consumo de 4 mil lares.
Através de uma tecnologia inovadora australiana irá gerar eletricidade de forma não fotovoltaica. Os painéis solares terão uma forma parabólica que concentrará a energia solar de modo a produzir vapor de água. Este vapor de água acionará as turbinas produtoras de energia elétrica.
Depois de ter impulsionado a construção da Central Solar Fotovoltaica de Amareleja, a Câmara Municipal de Moura irá construir uma central termo-solar com a capacidade de 10 MW.

## Microgeração
Qualquer consumidor de energia elétrica poderá passar a ser produtor e vender o excesso à Rede Elétrica Nacional desde o governo português simplificou o processo licenciamento de microgeração de elétrica por particulares. O regime remuneratório encontra-se divido em regime geral e regime bonificado. O regime bonificado aplica-se a unidades de produção com potência inferior a 3,68 kW. A energia elétrica poderá ser de origem solar, eólica, hídrica, ou a partir de biomassa. Para poder usufruir este regime bonificado, o produtor terá de incluir na sua propriedade um mínimo de 2 m² de painéis solares térmicos. Se a produção for de origem fotovoltaica a remuneração do excesso de produção será de 650 euros/ MWh até ao máximo de 2,4 MWh/ano.

No seu esforço de alcançar a vanguarda a Câmara Municipal de Moura financia os investimentos em microgeração dos seus munícipes em 70% do investimento.
Em maio de 2010 já se encontravam cerca de 7 mil produtores certificados, que correspondem a uma produção total de 24 MW.

Infelizmente, o processo não está a decorrer pacificamente, visto que a disponibilidade da população e empresas portuguesas para usar painéis solares é maior do que a capacidade de registo e certificação da autoridade competente, havendo mesmo uma competição pelos registos de novas explorações.
Os Jardins de São Bartolomeu em Lisboa, inauguraram no dia 18 de Março de 2009 16 unidades de microprodução, o tornando-se o maior microprodutor ao abrigo do regime da microprodução.
O projeto, da iniciativa dos moradores, contemplou a instalação de 288 painéis fotovoltaicos correspondentes a uma potência de pico de 58,8 kW, e uma produção elétrica de 80 MWh/ano.
Entre os pequenos produtores destacam-se ainda a Escola Alemã de Lisboa com 24,75 kWp

e o Palácio de Belém com vinte kWp

A Empresa de Desenvolvimento e Infra-estruturas do Alqueva pretende integrar 65kWp num parque temático alusivo às energias renováveis.

A câmara municipal de Lisboa também investiu fortemente na produção de energia, tendo instalado painéis solares em 23 edifícios municipais e oito escolas, pretendo assim ganhar 155 mil euros por ano.
Sem estar enquadradas no regime de microprodução, algumas quintas dedicadas ao turismo rural também têm recorrido à produção de energia elétrica com painéis solares,
devendo-se destacar a Central Fotovoltaica de Valadas localizada na quinta do mesmo nome, perto de Ferreira do Zêzere com uma capacidade instalada de 100 kWp. Os painéis solares desta quinta servem como cobertura de um parque de estacionamento.

### Energia solar térmica

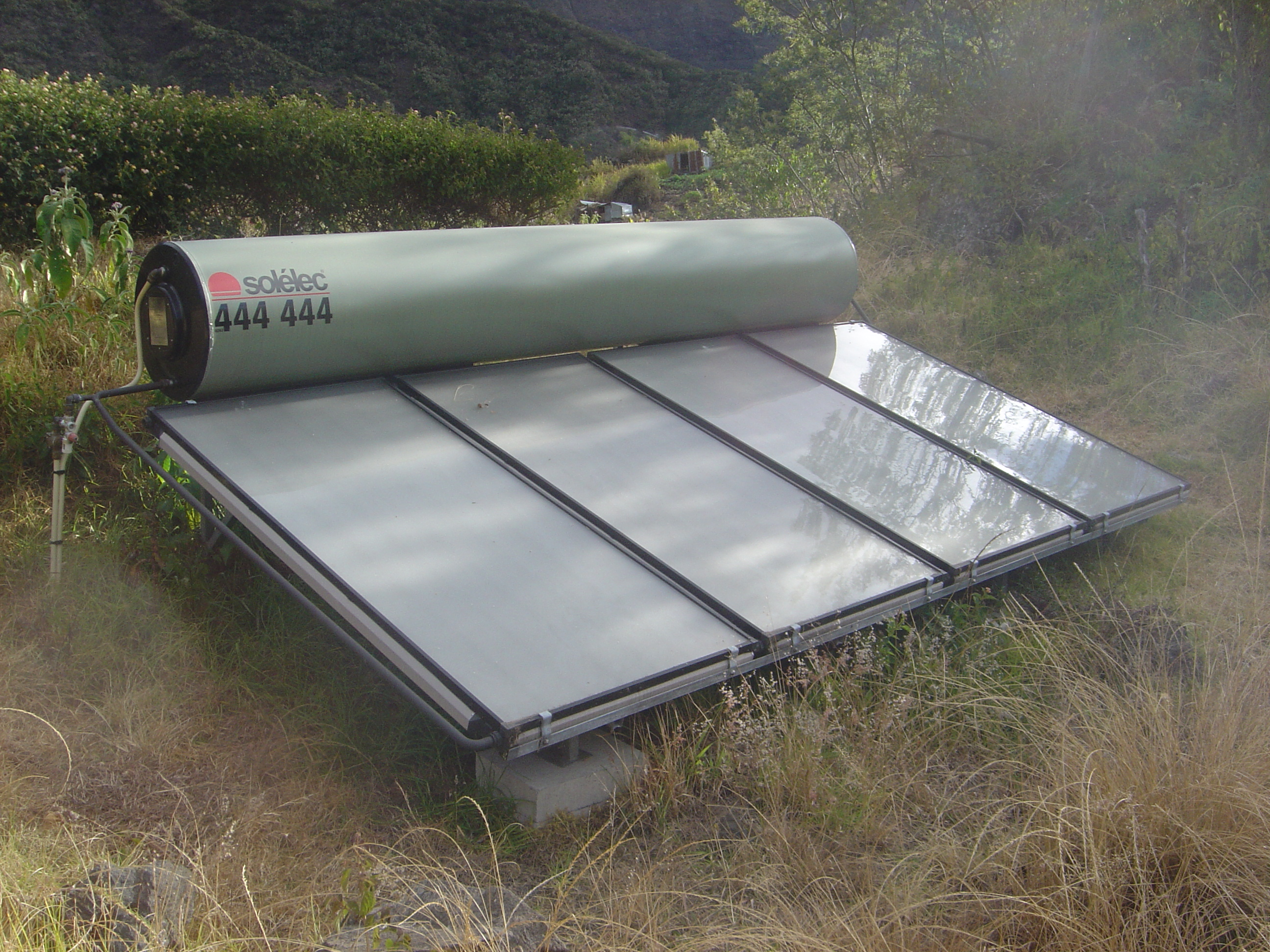
Coletor Solar

Para além da produção de eletricidade, também existem coletores solares para aquecimento de água.  Este processo de aquecimento de água é essencialmente usado por particulares. Entre os grandes utilizadores destaca-se o edifício sede da Caixa Geral de Depósitos com 1600 m² de coletores solares, com uma potência de 4 MWh/dia (167 kW). Este calor é usado para o aquecimento de água e climatização deste edifício onde trabalham cerca de 5000 pessoas. Este investimento evita a emissão de 500 toneladas de CO2 por ano.

Estima-se que estejam já instalados em Portugal cerca de 300 mil m² de coletores solares, o que corresponde a 30% do estipulado pelo governo para 2010.